# Renren
Renren (chiń. 人人网) – chiński portal społecznościowy, przypominający platformę Facebook.
Został założony w 2005 roku. Serwis liczy blisko 200 mln zarejestrowanych użytkowników (doniesienia z 2012 roku).